# Jhunjhunun
Jhunjhunun là một thành phố và khu đô thị của quận Jhunjhunun thuộc bang Rajasthan, Ấn Độ.

## Địa lý
Jhunjhunun có vị trí 28°08′B 75°24′Đ / 28,13°B 75,4°Đ Nó có độ cao trung bình là 323 mét (1059 feet).

## Nhân khẩu
Theo điều tra dân số năm 2001 của Ấn Độ, Jhunjhunun có dân số 100.476 người. Phái nam chiếm 53% tổng số dân và phái nữ chiếm 47%. Jhunjhunun có tỷ lệ 60% biết đọc biết viết, cao hơn tỷ lệ trung bình toàn quốc là 59,5%: tỷ lệ cho phái nam là 69%, và tỷ lệ cho phái nữ là 50%. Tại Jhunjhunun, 18% dân số nhỏ hơn 6 tuổi.